# Гражданская война в Византии (1321—1328)
Гражданская война в Византии (1321—1328) — серия конфликтов, в которых в 1320-х годах византийский император Андроник II Палеолог и его внук Андроник III Палеолог боролись за контроль над Византийской империей.

## Предыстория
Андроник III Палеолог был сыном Михаила IX, который в свою очередь был соправителем и наследником императора Андроника II Палеолога. В 1320 году Андроник III по ошибке организовал убийство своего младшего брата Мануила, после чего их отец умер от горя и позора. Этот инцидент и общее распущенное поведение Андроника III и его окружения, в основном молодых отпрысков богатых аристократических родов империи, привели к глубокому разрыву в отношениях между молодым Андроником, ставшим наследником престола, и его дедом.

## 1321: первый конфликт
У Андроника III было много сторонников, среди которых были Иоанн VI Кантакузин и Сиргианн Палеолог, которые купили себе губернаторства во Фракии и возбуждали там недовольство престарелым императором. На пасху 1321 года Андроник III бежал из столицы в Адрианополь, где он организовал собственный двор и поднял восстание против деда. Сиргиан Палеолог привел большую армию к столице, заставив старого императора вступить в переговоры. 6 июня 1321 года было заключено мирное соглашение, согласно которому Андроник III был признан соправителем и получил в управление Фракию и районы в Македонии, в то время как остальные части империи, включая Константинополь, остались под контролем Андроника II, как и руководство внешней политикой.

## 1322: второй конфликт
Мирный договор 1321 года соблюдался недолго, поскольку Андроник-младший начал вести практически независимую внешнюю политику. Внутри фракции Андроника III произошел раскол между сторонниками Иоанна Кантакузина и Сиргиана. «Сиргианцы» считали, что их лидер был недостаточно вознагражден за поддержку, а также возмущались большей милостью, оказываемой Андроником II Кантакузину. Кроме того, существует версия, что Андроник III пытался соблазнить жену Сиргиана. В результате в декабре 1321 года «сиргианцы» перешли на сторону императора и бежали в Константинополь. Награжденный званием мегадуки Сиргиан убедил Андроника II возобновить войну. После того, как несколько городов в районе Константинополя перешли под знамёна Андроника-младшего, новое соглашение в июле 1322 года восстановило статус-кво. Это соглашение между соправителями поставило Сиргиана в неудобное положение. Потерпев неудачу в своих начинаниях, он начал замышлять убийство Андроника II и захват трона. Однако заговор был раскрыт, и Сиргиан приговорен к пожизненному заключению.
2 февраля 1325 года Андроник III был официально коронован наравне с дедом. Несмотря на то, что в ходе этого конфликта боевых действий было немного, его последствия оказали большое влияние на империю: наем отрядов крестьян сократило сельскохозяйственное производство и подорвало торговлю.

## 1327-1328: третий конфликт
В феврале 1327 года произошел новый конфликт между Андроником III и его дедом Андроником II, но на этот раз в войну оказались вовлечены балканские государства. На стороне Андроника II выступил сербский король Стефан Дечанский, а на стороне Андроника III - болгарский царь Михаил III Шишман. Сражения велись в основном на македонских территориях, и после ряда побед почти вся Македония вместе с городом Салоники перешла в руки Андроника III. В январе 1328 года Андроник III Палеолог и его командир Иоанн Кантакузин вступили в Салоники. После этих побед в Македонии Андроник III решил захватить Константинополь, и в мае 1328 года он вошел в столицу, вынудил деда отречься от престола и взял власть в свои руки. Два года спустя старый император был отправлен в монастырь, где умер 13 февраля 1332 года.

## Последствия
Победа Андроника III в гражданской войне привела к власти Иоанна Кантакузина, ставшего фактическим соправителем императора: Иоанн отвечал за политику, Андроник III - за армию. Гражданская война истощила империю, стоимость денег упала, но новому правительству удалось предотвратить упадок государства.